# Biblioteca Nacional de Bangladés
La Biblioteca Nacional de Bangladés (en bengalí: বাংলাদেশ জাতীয় গ্রন্থাগার) es la biblioteca nacional de Bangladés ubicada en la capital del país, Daca. Según la ley bangladesí de propiedad intelectual, la biblioteca es el depósito legal de todos los libros y materiales impresos en Bangladés. El edificio de la biblioteca fue diseñado por el arquitecto racionalista bangladesí Muzharul Islam.
La biblioteca fue fundada en 1973, pero su origen data de 1967, antes de la Guerra de Liberación de Bangladés y su independencia. El edificio está abierto al público general y tiene una colección de libros en bengalí e inglés. 
La biblioteca es propiedad pública dentro del Ministerio de Asuntos Culturales.

## Historia

### Biblioteca Nacional de Pakistán
Después de la partición del subcontinente en 1947, el gobierno de Pakistán estableció la Biblioteca Nacional de Pakistán en Karachi en 1962 y una sucursal provincial de la biblioteca nacional en Daca en 1967. Después de la guerra de Liberación de Bangladés, el gobierno vio necesario el establecimiento de una biblioteca nacional propia.

### Fundación en 1973
En 1973 el nuevo gobierno fundó la Biblioteca Nacional de Bangladés en Daca. El conocimiento, recursos y colección inicial fueron aquellos heredados de la sucursal provincial de la Biblioteca Nacional de Pakistán.
En 1978, el gobierno de Bangladés dentro de su plan de gobierno de cinco años, instaló aire acondicionado en la biblioteca.

### sigloXXI
En 2008 la biblioteca estuvo sin electricidad durante un mes debido a problemas de suministro de la Compañía de Suministro Eléctrico de Daca. El departamento de Obras Públicas se negó a arreglar el problema hasta semanas después. La biblioteca se le ha criticado por falta de catálogo en línea.